# Offensive d'Ouman-Botoșani
Front de l'Est de la Seconde Guerre mondiale
 (Offensive Dniepr-Carpates)
Batailles
Front de l’Est

Prémices :
- Campagne de Pologne
- Guerre d’Hiver

Guerre germano-soviétique :
- 1941 : L'invasion de l'URSS

- Opération Barbarossa

Front nord : 
- Guerre de Continuation
- Opération Silberfuchs
- Siège de Léningrad

Front central : 
- 2e bataille de Brest-Litovsk
- Bataille de Białystok–Minsk
- 1re bataille de Smolensk
- Bataille de Kiev

Front sud : 
- Siège d'Odessa
- Campagne de Crimée

- 1941-1942 : La contre-offensive soviétique

Front nord : 
- Poche de Demiansk
- Poche de Kholm

Front central : 
- Bataille de Moscou

Front sud : 
- Seconde bataille de Kharkov

- 1942-1943 : De Fall Blau à 3e Kharkov

Front nord : 
- Offensive de Siniavino
- Opération Iskra
- Bataille de Krasny Bor
- Opération Poliarnaïa Zvezda

Front central : 
- Opération Mars

Front sud : 
- Bataille du Caucase (opération Fall Blau)
- Bataille de Stalingrad
- Opération Uranus
- Opération Saturne
- Offensive d'Ostrogojsk-Rossoch
- Offensive de Voronej-Kastornoe
- Opération Gallop
- Opération Étoile
- Troisième bataille de Kharkov

- 1943-1944 : Libération de l'Ukraine et de la Biélorussie

Front central : 
- 2e bataille de Smolensk
- Opération Bagration

Front sud : 
- Bataille de Koursk
- Bataille du Dniepr
- Offensive Dniepr-Carpates
- Offensive de Crimée
- Offensive de Lvov-Sandomir

- 1944-1945 : Campagnes d'Europe centrale et d'Allemagne

Allemagne : 
- Offensive Vistule-Oder
- Offensive de Poméranie orientale
- Siège de Breslau
- Offensive de Prusse-Orientale
- Bataille de Königsberg
- Bataille de Seelow
- Bataille de Bautzen
- Bataille de Berlin
- Capitulation allemande

Front nord et Finlande : 
- Guerre de Laponie
- Offensive Leningrad-Novgorod
- Bataille de Narva

Europe orientale : 
- Opération Margarethe
- Insurrection de Varsovie
- Soulèvement national slovaque
- Opération Panzerfaust
- Bataille de Budapest
- Opération Frühlingserwachen
- Offensive de Vienne
- Insurrection de Prague
- Offensive de Prague
- Bataille de Slivice

Front d’Europe de l’Ouest

Campagnes d'Afrique, du Moyen-Orient et de Méditerranée

Bataille de l’Atlantique

Guerre du Pacifique

Guerre sino-japonaise

Théâtre américain
L'offensive d'Ouman-Botoșani  ou offensive d'Ouman-Botoshany (Уманско-ботошанская наступательная операция) fait partie de l'offensive Dniepr-Carpates, menée par l'Armée rouge dans l'ouest de la République socialiste soviétique d'Ukraine contre la 8e armée allemande du groupe d'armées Sud pendant la Seconde Guerre mondiale. Dirigée par le maréchal de l'Union soviétique Ivan Koniev, elle deviendra l'une des opérations de l'Armée rouge les plus réussies de toute la guerre. En plus d'un mois de combat à travers la boue printanière profonde et de nombreuses barrières naturelles aquatique, le 2e front ukrainien parvient à progresser de plus de 300 kilomètres, repoussant les forces allemandes du sud-ouest de l'Ukraine et permettant d'entrer en Roumanie et en Moldavie.
Cette offensive, aux côtés du grand coup tranchant du maréchal Gueorgui Joukov, divise le groupe d'armées Sud de la Wehrmacht en deux parties, au nord et au sud des Carpates. Le groupe Nord est repoussée en Galice en Pologne, tandis que le groupe Sud est repoussée en Roumanie. Le 5 avril 1944, le groupe Nord est rebaptisée Groupe d'armées Ukraine du Nord, tandis que la partie sud devient le Groupe d'armées Ukraine du Sud, bien que très peu de territoire de l'Ukraine restera aux mains des Allemands.
À la suite de cette scission, les Soviétiques avaient coupé la principale bouée de sauvetage du groupe d'armées Sud, le chemin de fer Lviv – Odessa. Maintenant, le groupe Sud des forces allemandes doit emprunter un long détour à travers les Balkans, tout le ravitaillement étant redirigé sur les chemins de fer roumains, qui étaient en mauvais état.
À la suite de cette cuisante défaite de la Wehrmacht, le commandant du groupe d'armées Sud, Erich von Manstein, et le commandant du groupe d'armées A, Ewald von Kleist, seront limogés par Adolf Hitler et remplacés respectivement par Walter Model et Ferdinand Schörner.
Au cours de l'opération, 10 divisions allemandes ont été détruites ou laissées avec seulement les restes de leurs troupes. Afin de sauver son secteur Sud d'un effondrement complet, le haut commandement allemand est contraint de transférer sept divisions de la 6e armée allemande voisine au sud vers le front en train de se désintégrer de la 8e armée, tout en mobilisant également la 4e armée roumaine, qui se composait de huit divisions et une brigade, avec sept autres divisions roumaines et deux brigades roumaines incorporées directement dans la 8e armée allemande.
Ce fut la seule opération au cours de laquelle l'Armée rouge traversa six grands fleuves – le Hirskyi Tikych (en), le Boug méridional, le Dniestr, le Răut, le Prut et le Siret – les uns après les autres.